# K'
K'는 일본게임회사 SNK의 격투게임 더 킹 오브 파이터즈의 등장인물로 더 킹 오브 파이터즈 99부터 새로운 주인공으로 등장한 캐릭터이다. 정체불명의 조직 NESTS에 의해 기억이 지워진 채 쿠사나기 쿄의 유전자를 이식받아 불꽃을 사용할 수 있게 된다. 그러나 완벽하게 재현하지는 못할뿐더러 스스로 제어를 할 수 없기 때문에 오른손에 빨간색 커스텀 글러브를 착용하여야만 한다.

## 캐릭터 설정
K'는 맥시마와 함께 공작원으로 활동하다 더 킹 오브 파이터즈 99 대회에 참가한다. 동시에 니카이도 베니마루와 야부키 신고에게도 KOF의 초대장이 전해지게 된다. 쿄의 실종과 다이몬 고로는 더 킹 오브 파이터즈 98 이후 일본 유도대표팀의 코치 겸 선수로서의 당분간 KOF에 출전하지 않을 것이라 밝힌 뒤였으므로 K'와 맥시마, 베니마루, 신고가 한팀이 된다.
K'는 경기 도중 자신과 동일한 힘을 사용하는 쿄를 보고 자신의 존재에 대해 의문을 품게 된다. 그래서 그는 탈주한다. 
결승에 진출한 K' 와 맥시마 그리고 베니마루와 신고의 스페셜 팀. 그들은 네스츠 간부 크리자리드를 만나고 그는 K'가 자신의 클론이라 주장한다. K'는 어린 시절의 기억이 모두 사라진 상태. K'에게 '암살 데이터의 작성을 도와라'라는 명목하에 싸워 이긴다.
그 과정에서 자신을 네스츠의 일원으로 인식한 하이데른에게 쫓긴다. 네스츠는 K'에게 입력되어있는 쿄의 데이터를 찾아 K'를 추적한다. 맥시마는 자신의 친구의 복수를 위해 K'를 따라 탈주한다.
그 이후 K'와 맥시마는 네스츠를 도발하기 위해 세계 각지의 네스츠 기지에 폭격을 가한다. 더 킹 오브 파이터즈 2000은 하이데른이 그 둘을 유인, 체포하여 네스츠의 본거지를 알아내기 위해 대회를 개최한다.
K'와 맥시마는 KOF의 초대장을 받고 하이데른용병부대의 다른 사령관인 '링'에 의해 바넷사와 라몬이 그들의 팀메이트가 된다.
경기 중 네스츠가 K'제거를 위한 쿨라 다이아몬드가 나타난다.
대회는 점차 하이데른이 생각하던 것과는 달리 사령관 '링'이 작전의 지휘권을 가진다. 배후에 네스츠의 간부인 제로. 그는 링을 제거하고 클론 링으로 하여금 하이데른의 용병부대를 교란, 이용한다. K'는 세계정복을 하려는 제로를 제거한다.
K'는 어릴 적 누나의 꿈을 꾸게되고 곧 나타나는 윕(whip)이 같다는 것을 안다. 그 이후 그들은 같은 팀이 된다.
더 킹 오브 파이터즈 2001에서는 네스츠팀이라고 하여 K'를 제거하기 위한 K9999가 등장한다.
오리지널 제로를 이기고 네스츠의 총수 이그니스를 무찌른다. 네스츠를 파괴하고 쿨라의 도움으로 목숨을 건진다.
대항하기 위해 NESTS로부터 만들어진 쿨라와는 어릴적 소꿉친구이다.